# شانیوار وادا
شانیوار وادا (انگلیسی: Shaniwar Wada)  یک استحکامات تاریخی در شهر پونه در هند است. این قلعه و کاخ در قلب شهر پونه واقع شده و یادآور قدمت تاریخی و روح حماسی این شهر است. این بنای عظیم ۵ دروازه ورودی دارد.
این مکان در سال ۱۷۳۲ ساخته شد، تا سال ۱۸۱۸ مقر بزرگ پیشواهای امپراتوری ماراتا بود. پس از ظهور امپراتوری ماراتا، این کاخ به مرکز سیاست هند در قرن هجدهم تبدیل شد. و در سال ۱۷۵۸م حداقل هزار نفر در این قلعه زندگی می‌کرده‌اند.
خود قلعه در سال ۱۸۲۸ توسط یک آتش‌سوزی غیرقابل توضیح تا حد زیادی ویران شد، اما سازه‌های باقی مانده اکنون به عنوان یک سایت توریستی نگهداری می‌شوند.

## نگارخانه

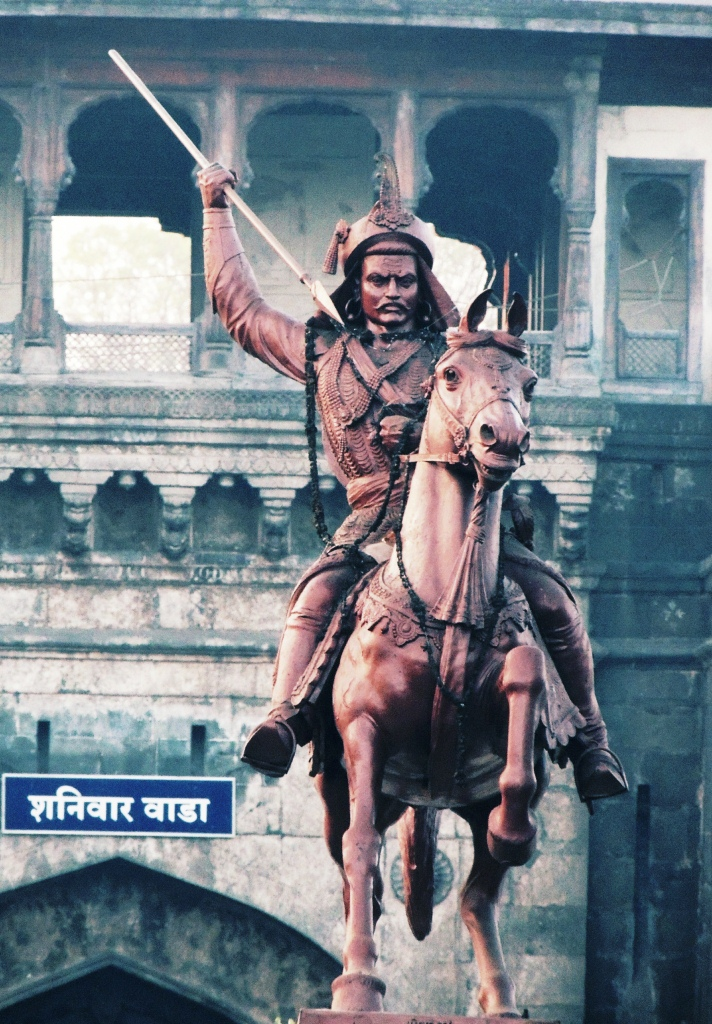
مجسمه سوارکاری پیشوا باجی رائو اول، نخست‌وزیر امپراتوری ماراتا، در مجموعه شانیوار وادا. او اولین ساکن قصر شانیوار وادا بود.
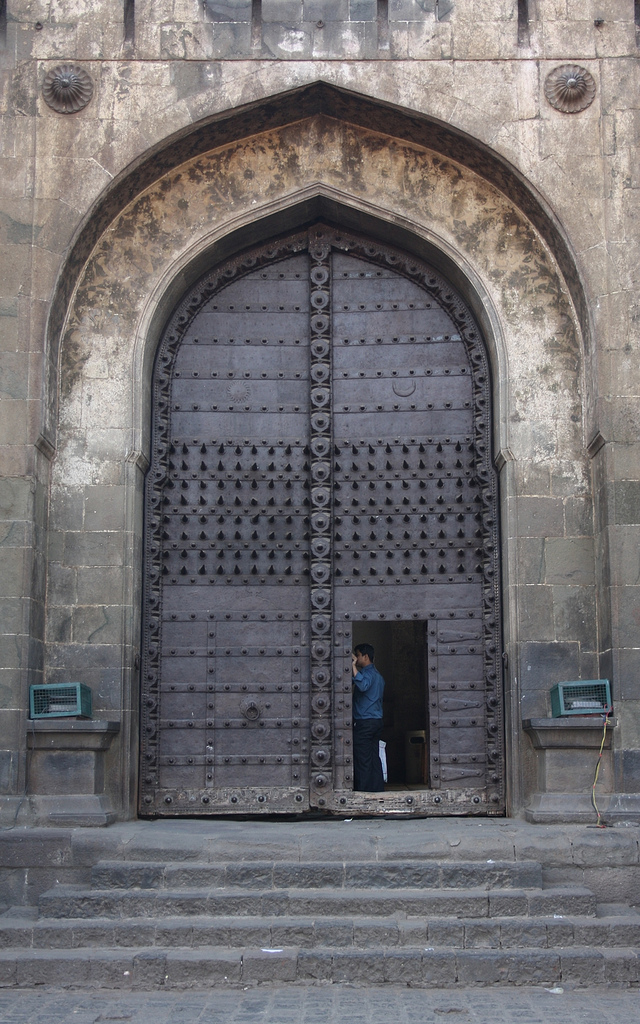
دروازه دهلی کاخ شانیوار وادا یا دروازه دهلی .
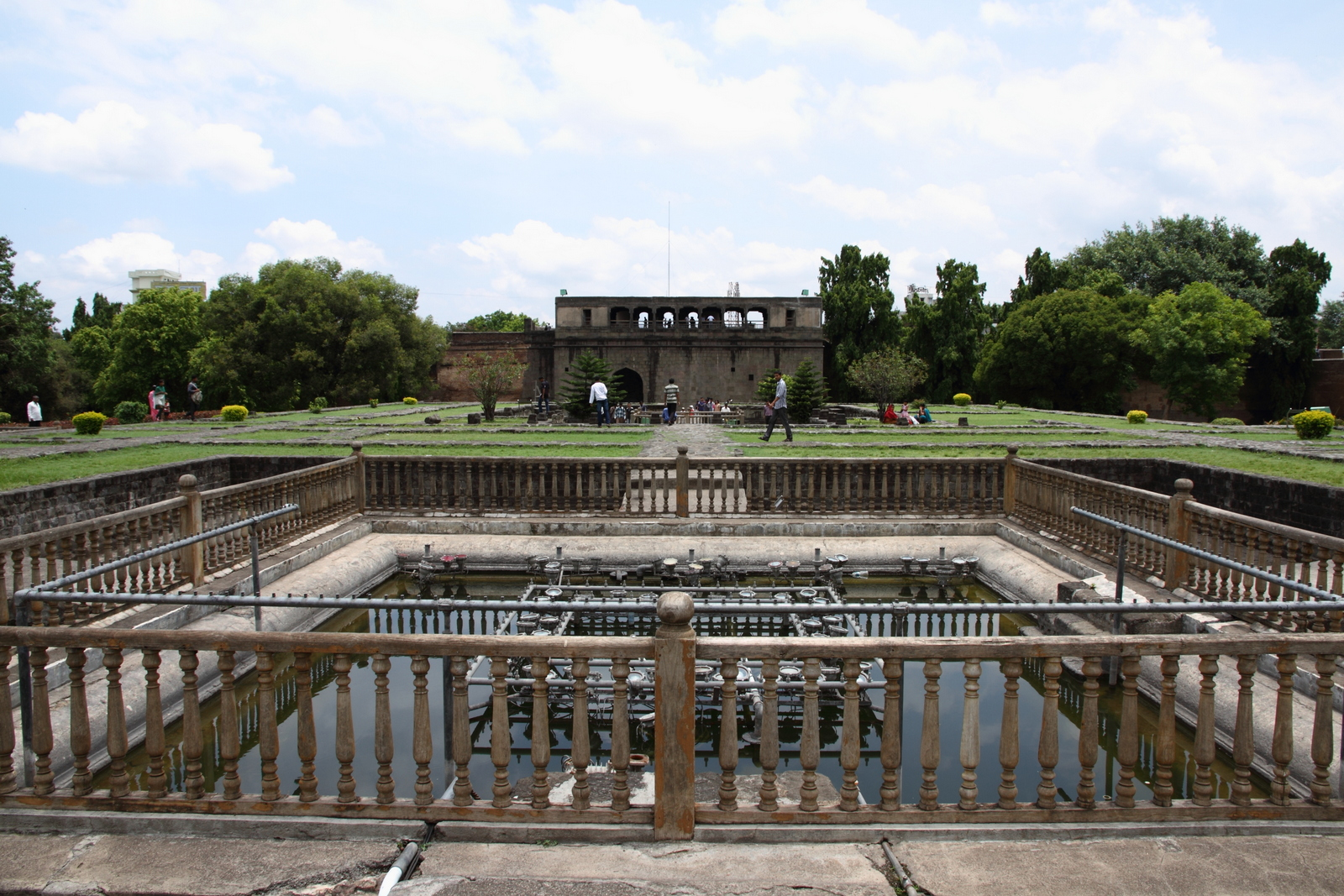
فواره قصر شانیوار وادا، هزاری کرنجه
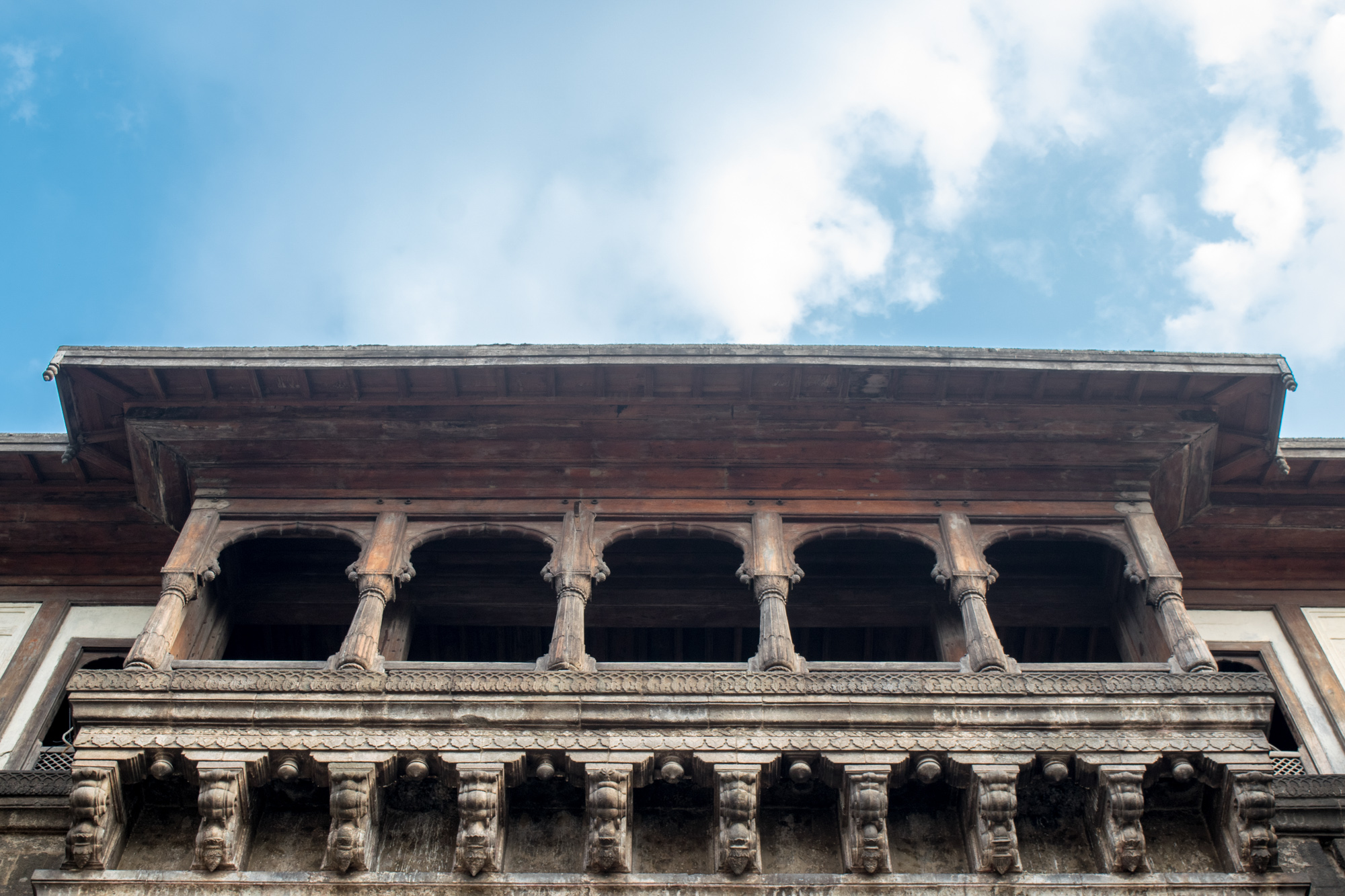
جاروخاس در شانیوار وادا
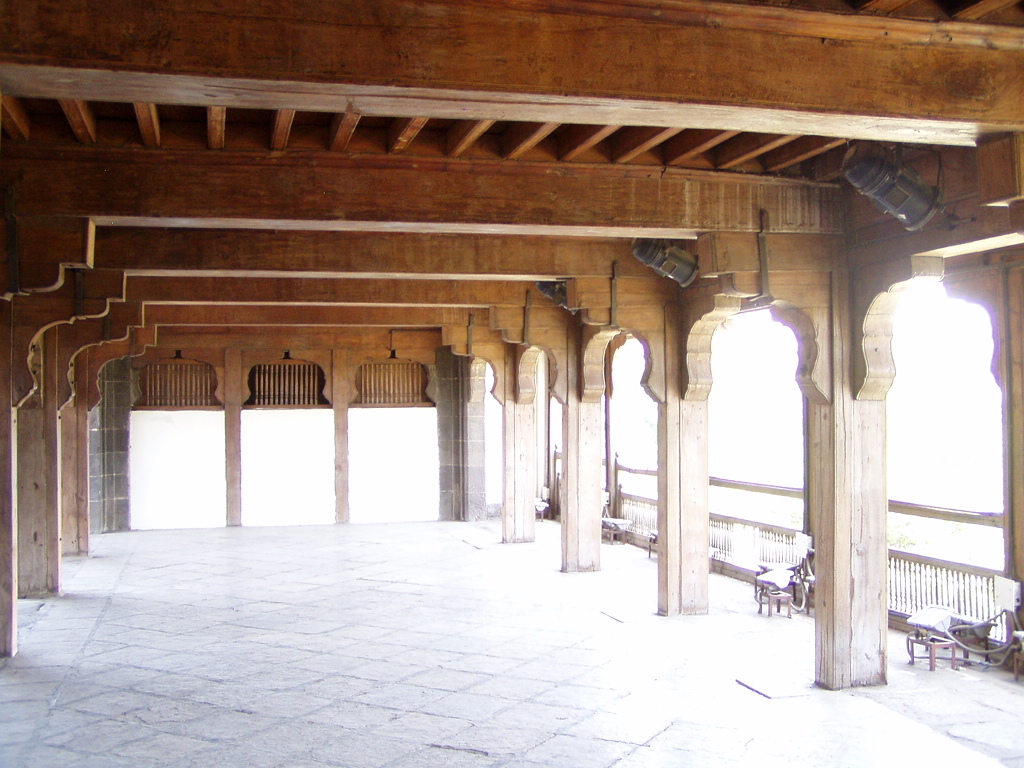
سالنی در طبقه اول بالای دروازه دهلی در شانیوار وادا
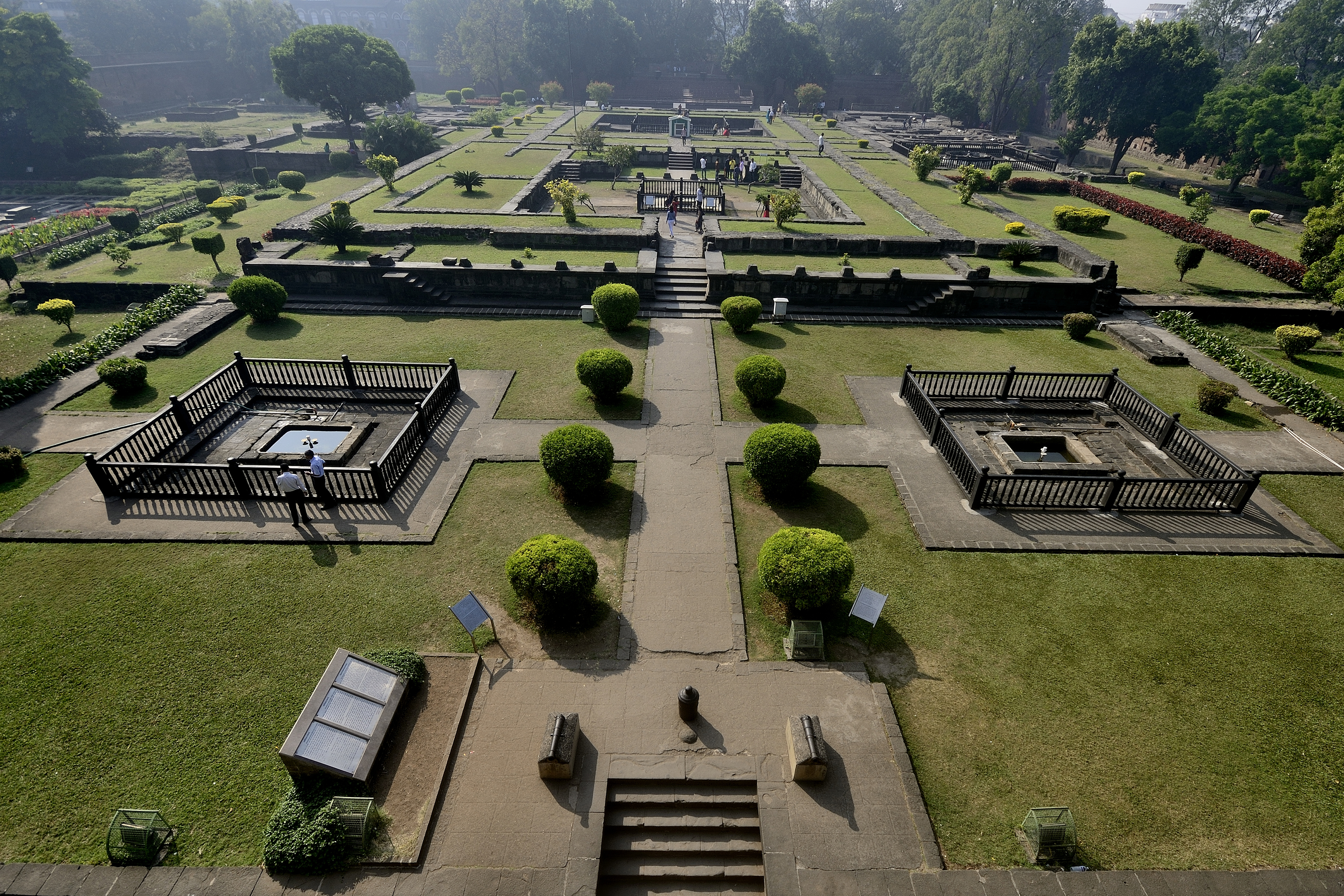
باغ‌های شانیوار وادا
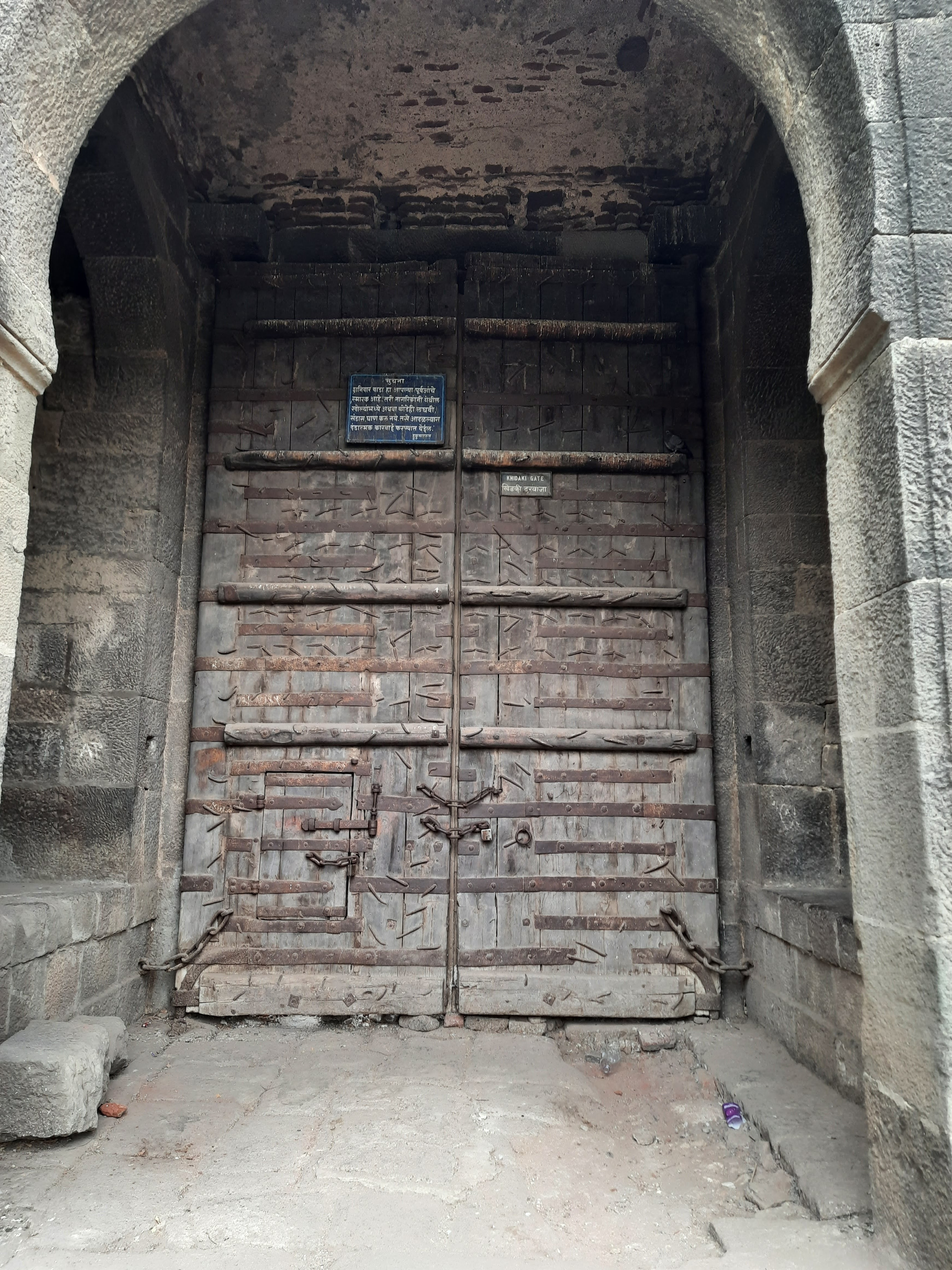
خیدکی درواجا (دروازه پنجره) که به خاطر پنجره زرهی آن نامگذاری شده‌است.